# 1544
1544. је била проста година.

## Догађаји

### Април
- 11. април — Француске снаге су поразили удружену шпанско-немачку војску у бици код Черезоле.

## Рођења
- 11. март — Торквато Тасо, италијански песник († 1595)